# Беринген (Шаффхаузен)
Беринген (нем. Beringen) — коммуна в Швейцарии, в кантоне Шаффхаузен.
Официальный код — 2932.

## История
На 31 декабря 2006 года население составляло 3216 человек.
1 января 2013 года в состав коммуны Беринген вошла коммуна Гунтмадинген.
На 31 декабря 2019 года население составляло 4925 человек.